# باول ريان (فنان تشكيلي)
باول ريان (بالإنجليزية: Paul Ryan)‏ هو فنان تشكيلي أمريكي، ولد في 1943، وتوفي في 2013.